# Polo (vestimenta)

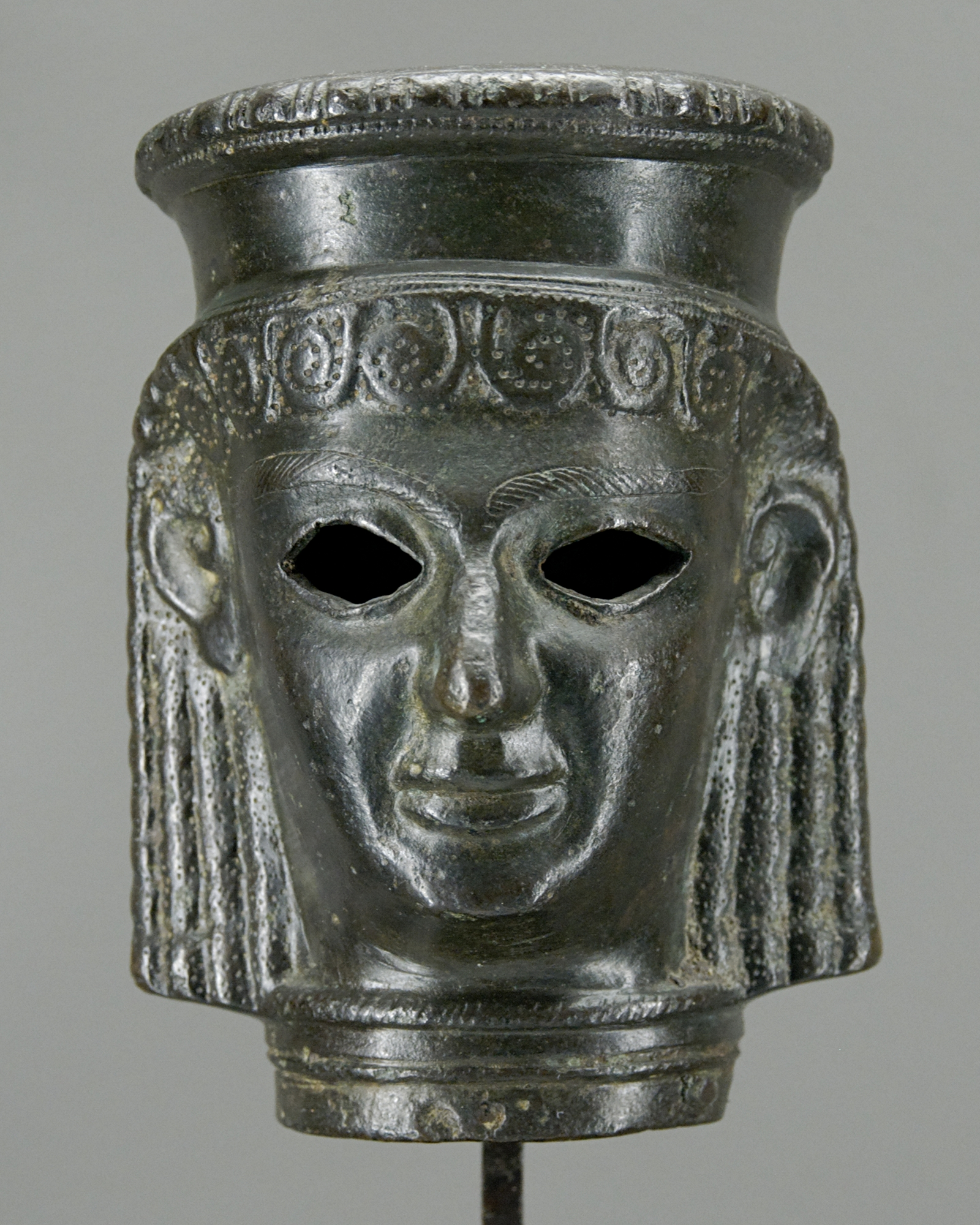
Cabeza femenina llevando un polo. Bronce, segunda mitad del De Creta.

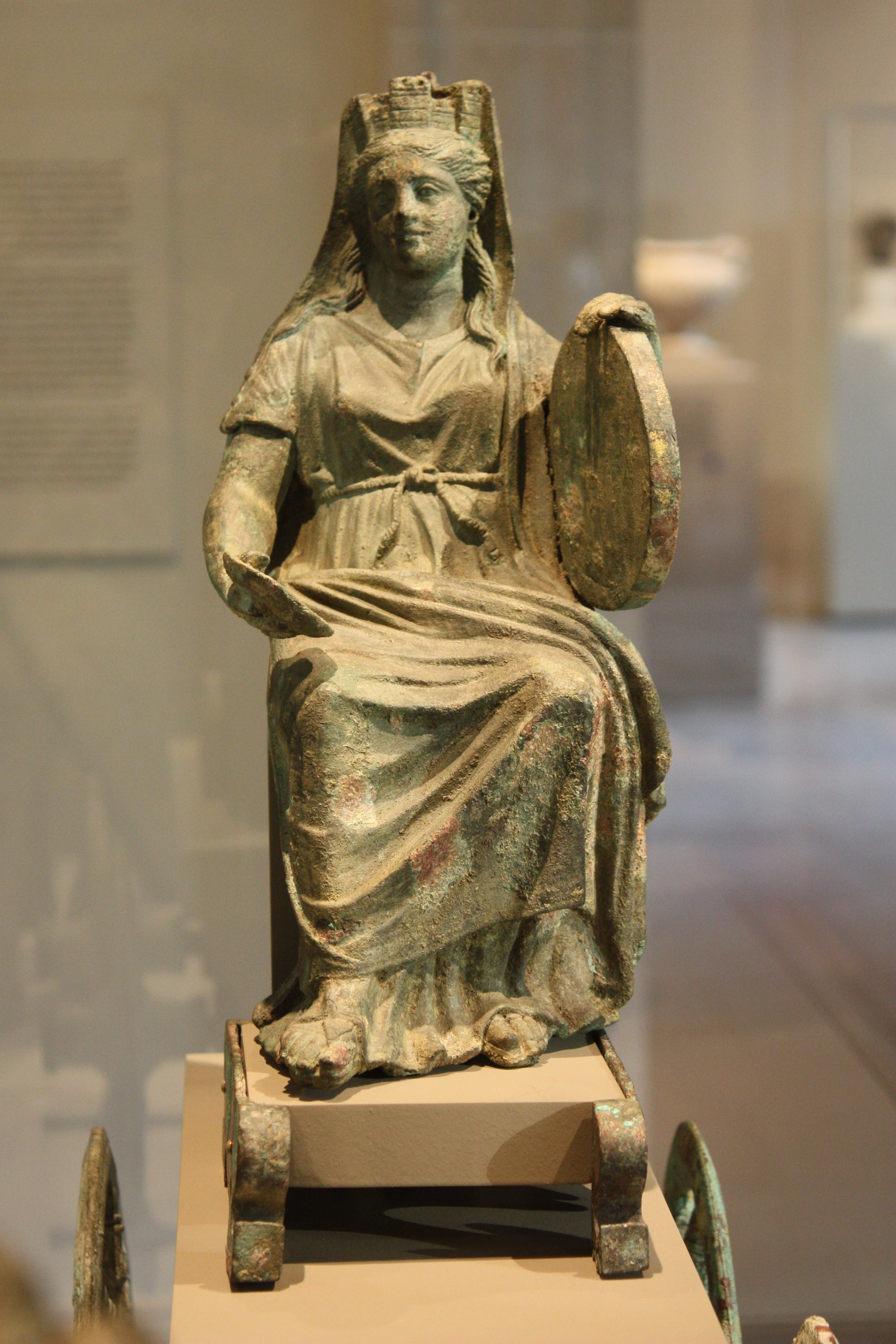
Estatua romana de bronce de Cibeles con polo torreado. Segunda mitad del.

El polo o polos (del griego πόλος ‘eje, corona’, póloi en plural) es un gorro o alta corona cilíndrica usado por las diosas mitológicas del Antiguo Oriente Próximo y Anatolia y adoptado por los antiguos griegos para representar a las diosas madre Rea, Cibeles y Hera. 
La palabra significaba ‘eje’ o ’pivote’, así como ‘corona sobre la cabeza’. A menudo estaba abierta por la parte superior con el pelo cayendo sobre los lados, otras como un birrete alto y torreado, como una corona mural o simplemente, podría tener la forma de un alto anillo.
Durante la época clásica, las mujeres mortales no parece que hayan llevado polos (poloi), pero son más comunes en estatuas de terracota de mujeres de la época micénica, por lo que su representación en estatuas de diosas puede ser visto como un arcaísmo deliberado. Algunos polos parecen haber sido hechos con tejido, aunque el material usado no está claro. No se ha encontrado ninguno en excavaciones arqueológicas, lo que sugiere que no estaban hechas en metal.